# Урбана (Вирџинија)
Урбана (енгл. Urbanna) град је у америчкој савезној држави Вирџинија. По попису становништва из 2010. у њему је живело 476 становника.

## Демографија
Према попису становништва из 2010. у граду је живело 476 становника, што је 67 (12,3%) становника мање него 2000. године.
| Група             | 2000.       | 2010.       |
| Белци             | 516 (95,0%) | 431 (90,5%) |
| Афроамериканци    | 19 (3,5%)   | 35 (7,4%)   |
| Азијати           | 0 (0,0%)    | 3 (0,6%)    |
| Хиспаноамериканци | 3 (0,6%)    | 0 (0,0%)    |
| Укупно            | 543         | 476         |